# Pomnilnik prevodov
Pomnilnik prevodov so orodja za računalniško podprto prevajanje (ang. computer-assisted translation - CAT), ki prevajalcu omogoča shranjevanje že prevedenih enot in njihovo ponovno uporabo pri nadaljnjih prevajalskih projektih. Gre za podatkovno zbirko prevodnih enot, navadno povedi ali krajših delov besedila, ki so v izvirniku in prevodu shranjeni v pomnilnik in so ob morebitni ponovitvi enakega ali zelo podobnega dela besedila na voljo za ponovno uporabo.  Namenjen je povečevanju produktivnosti med  prevajanjem z avtomatizacijo lingvističnega prenosa iz izhodiščnega v ciljno besedilo. 
Vsak vnos v podatkovno zbirko pomnilnika je prevodna enota, ki je sestavljena iz para segmentov izhodiščnega in ciljnega besedila. Segmenti so načeloma povedi, lahko so pa tudi krajše strukture (npr. naslovi ali alineje). Posamezne besede in besedne zveze niso prevodne enote, pač pa so del terminoloških baz.
Programi s pomnilnikom prevodov po navadi vsebujejo tudi orodje za izdelavo in upravljanje terminoloških bank ter komponento za vzporejanje, preverjanje črkovanja in strojno prevajanje. Lahko so integrirani v urejevalnik besedila ali imajo lastno delovno namizje, v katerega uporabnik uvozi dokument, ki ga želi prevesti. 
Pomnilniške baze lahko opremimo tudi z administrativnimi podatki, kot so naslov, oznake za izvirni in ciljni jezik, datum nastanka/zadnje spremembe, atributi, števec rabe, itd.
Najpomembnejši programi s pomnilnikom prevodov so:
- TRADOS Translator's Workbench
- SDL TRADOS Studio
- ATRIL Déjà Vu
- STAR Transit
- IBM Translation Manager
- LANT Eurolang Optimizer
- KILGRAY MemoQ

## Razlika med strojnim in računalniško podprtim prevajanjem
Strojno prevajanje označuje računalniške sisteme za prevajanje iz enega naravnega jezika v drugega, z ali brez človekove pomoči. Bistvo sistema je avtomatizacija prevajalskega procesa. Sistemi za strojno prevajanje vključujejo eno- ali večjezične leksikone, programe za morfološko analizo in sintezo, programe za sintaktično analizo in sintezo, programe za razreševanje večpomenskosti, programe za prepoznavanje večbesednih semantičnih enot in druge kompleksne mehanizme, ki služijo avtomatizaciji prevoda.  Kljub temu pa takšni sistemi večinoma ne delujejo povsem brez človekove pomoči. Načeloma sta namreč potrebni vsaj začetna predpriprava in končna poprava besedila, nekateri sistemi pa omogočajo tudi interakcijo z uporabnikom v primeru semantičnih ali leksikalnih težav. Strojni prevajalniki so dostopni tudi na internetu:
- Amebis Presis
- Google Prevajalnik
- Bing Translator

Medtem ko je strojno prevajanje usmerjeno v simulacijo samega miselnega procesa prevajanja, pa računalniško podprto prevajanje le olajša in pospeši prevajalski proces ter ga ne poskuša simulirati. Med orodja za računalniško podprto prevajanje sodijo elektronski slovarji, črkovalniki, programi za preverjanje slovnice, tezavri, terminološke baze, pomnilniki prevodov in drugi računalniški podatkovni viri.

### Integracija orodij za strojno prevajanje in pomnilnikov prevodov
Lokalizacijska industrija stremi k zmanjševanju količine podatkov, ki mora biti prevedena popolnoma ročno. Ker je pomnilnik prevodov omejen na prevajanje (skoraj) polnih zadetkov v novem besedilu, lahko integracija pomnilnika prevodov s komponentami strojnih prevajalnikov občutno zmanjša obseg ročnega prevajanja.  Nekatera podjetja že uporabljajo oba programa skupaj. Najprej s pomnilnikom prevodov poiščejo vse polne in meglene zadetke, potem z orodjem za strojno prevajanje prevedejo vse enote, ki nimajo ustreznice v pomnilniku prevodov. Vloga prevajalca se pri tem omeji na popravo in izboljšanje prevoda.
Tradosov Translator's Workbench je tako danes na voljo z integriranim sistemom za strojno prevajanje podjetja Logos. Obratno tudi vse več komercialnih sistemov za strojno prevajanje (IBM, Langenscheidt itd.) ponuja komponento za arhiviranje strojno prevedenih in popravljenih stavkov, ki nato – kot pomnilnik prevodov – služi za referenco ob novih prevodih. 

## Zgodovina
Glavni članek: Zgodovina prevajalskih namizij
Zgodovina pomnilnikov prevodov je tesno povezana z razvojem strojnih prevajalnikov. Ko so se le-ti izkazali za nezadostne, so se začela razvijati orodja, ki bi zadovoljila želje jezikovnih profesionalcev in olajšala njihovo delo . Tako so konec 70 let 20. stoletja nastali prvi pomnilniki prevodov, ki pa so za širšo javnost postali zanimivi šele konec devetdesetih let. Čeprav se je prva generacija pomnilnikov izkazala kot izredno koristen način za pospešitev in pocenitev prevajanja, so bila še pomanjkljiva in prevajalci so morali vložiti veliko časa v popravljanje napak. 
Prvi poskusi mehanizacije prevajanja segajo v trideseta leta prejšnjega stoletja, vendar je večji interes pritegnil šele Weaverjev memorandum iz leta 1949, ki je predstavil dokaj enostaven koncept o strojnem prevajanju in je botroval nastanku številnih raziskovalnih skupin v ZDA in Evropi. Leta 1952 se je na MIT-u (Massachusetts Institute of Technology) odvijala prva konferenca na temo strojnega prevajanja, dve leti pozneje pa sta podjetje IBM in Univerza v Georgetownu tam predstavila prvi strojni prevajalnik, ki je prevajal iz ruščine v angleščino in je bil omejen na le 250 besed in 6 slovničnih pravil. Kljub temu pa je bil dovolj prepričljiv, da je razvoju sistemov strojnega prevajanja zagotovil nadaljnjo finančno podporo. Šestdeseta leta so prinesla prve kritike in uničujoče poročilo posebnega odbora ameriške vlade, imenovanega ALPAC (Automatic Language Processing Advisory Committee), ki je prišel do sklepa, da so strojni prevajalniki počasnejši, manj zanesljivi in dvakrat dražji od človeških prevajalcev.  Na podlagi svojih ocen je odbor sklenil, da ni razloga za nadaljnjo finančno pomoč s strani vlade. Razvoj se je v sedemdesetih letih nadaljeval predvsem v Evropi, kjer je Evropska komisija leta 1976 odkupila pravice za strojni prevajalnik Systran, proti koncu sedemdesetih pa je podprla še projekt EUROTRA za prevajanje med vsemi jeziki tedanje Evropske gospodarske skupnosti (EGS).  ) V Kanadi so leta 1976 v okviru projekta TAUM razvili sistem Météo za prevajanje vremenskih napovedi iz angleščine v francoščino. V sedemdesetih se je na Univerzi v Teksasu pričel razvoj sistema Metal, podjetje Logos pa je razvilo sistem za prevajanje letalskih priročnikov iz angleškega v vietnamski jezik. V osemdesetih so sistemi za strojno prevajanje počasi začenjali postajati komercialno dostopni, pri čemer je najbolj živahna komercialna aktivnost potekala na Japonskem (Mitsubishijev Meltran, Fujitsov Atlas…). 
Zamisel o pomnilniku prevodov običajno pripisujejo Martinu Kayu, ki je že leta 1980 napisal vpliven članek z naslovom The Proper Place of Men and Machines in Language Tanslation, kjer pa se ideje dotakne le bežno in je tudi sam precej pesimističen glede njene uresničitve. Istega leta je prevajalec Peter Arthern zapisal, da bi lahko prevajalci veliko pridobili z dostopom do med seboj podobnih, že prevedenih dokumentov. Po besedah Alana Melbyja pa naj bi do ideje prišla njegova skupina raziskovalcev na Univerzi v Brighamu (Brigham Young University) v sedemdesetih letih. Omenjena univerza je idejo v zelo omejeni obliki prvič udejanjila okrog leta 1981 znotraj programa Alps, ki je eden izmed prvih komercialno dostopnih sistemov za strojno prevajanje. Orodje se je imenovalo »procesiranje ponavljanj« (Repetitions Processing). V poznih osemdesetih se je pojavilo še nekaj raziskav na to temo, vendar so programi s pomnilnikom prevodov postali komercialno dostopni šele v sredini devetdesetih z razmahom uporabe osebnega računalnika. 
Moderne izvedbe pomnilnikov prevodov so močno optimizirane in prilagodljive, tako da si lahko vsak prevajalec program "prikroji" po lastnih željah in potrebah. Današnji pomnilniki so opremljeni s številnimi novimi  funkcijami, na primer možnostjo, da analizirajo segmente besedila in na podlagi že prej ustvarjenih terminoloških baz ustvarijo glosar, specifičen za prevajano besedilo.

## Način delovanja
Pomnilnik prevodov temelji na segmentaciji izhodiščnega besedila (razčlenitev besedila na osnovne enote za delo) in shranjevanju prevodnih enot v podatkovno zbirko. Ena prevodna enota (ang. translation unit) je sestavljena iz para segmentov izhodiščnega in ciljnega besedila. Segmenti so načeloma povedi, lahko pa tudi krajše ali daljše strukture (naslov, alineja, odstavek...). Program običajno omogoča spreminjanje in prilagajanje pravil segmentacije, kar pomeni, da jih lahko določa prevajalec sam. Prevodno enoto lahko npr. spremenimo iz povedi v odstavek, lahko pa tudi ustvarimo datoteko z besedami, ki jih program ne bo upošteval pri segmentaciji. 
Program besedilo razdeli na segmente oziroma prevodne enote (navadno stavke, lahko pa tudi manjše odseke), prevajalec pa se pomika od enote do enote in v ciljna polja vnaša prevode. Vsaka prevedena enota se samodejno zapiše v pomnilnik prevodov in je od tega trenutka na voljo za vsa morebitna bodoča ujemanja.  Pomnilnik prevodov med prevajanjem v ozadju išče, koliko besed v novi enoti se ujema s prevodno enoto v pomnilniku in na podlagi tega prevajalcu ponudi eno izmed treh možnosti, izraženo v odstotkih:
- polni zadetek (exact match) – nova prevodna enota je popolnoma identična že prevedeni enoti v pomnilniku prevodov (100 % ujemanje)

- megleni zadetek (fuzzy match) – nova prevodna enota je do določenega odstotka podobna že prevedeni enoti v pomnilniku prevodov (stopnja ujemanja se lahko nahaja kjerkoli med 1 in 99 %, večina programov pa prevajalcu omogoča, da sam nastavi spodnjo mejo ujemanja)

- ni zadetka (no match) – program ne najde že prevedenih enot, ki bi bile podobne novi enoti

Največja težava pri ocenjevanju algoritmov meglenega ujemanja je določiti ustrezno vrsto podobnosti in kriterije zanjo, ki omogočajo določitev relevantnih zadetkov. Dejstvo je, da mehanizimi priklica, vgrajeni v današnjih programih s pomnilnikom prevodov, večinoma delujejo na osnovi formalne oz. natančneje ortografske podobnosti, človeški možgani pa pri ocenjevanju podobnosti v ospredje postavljajo semantične in pragmatične vidike.
Pomnilnik prevodov nima lastnih leksikonov in orodij za morfosintaktično analizo ter deluje na jezikovno neodvisnem principu, zato je ugotavljanje podobnosti omejeno na strogo formalno podobnost, ali drugače povedano, čim več besed v novi enoti se ujema z enoto v pomnilniku, tem višji je odstotek podobnosti. Pomenske podobnosti program ne zazna. Odstotek ujemanja je tako odvisen predvsem od dveh dejavnikov, in sicer števila besed, ki se v obeh enotah ujemajo, in besednega reda le-teh. Ujemanje je namreč večje, če je skupni del obeh enot takoj na začetku. Pri morfološko razčlenjenih jezikih z velikim inventarjem slovničnih obrazil, kot je slovenščina, je pomembno tudi vprašanje, kako program obravnava podobnost na ravni besede, tj. ponovitev iste besede z drugo končnico.  Razlike v oblikovanju podobnost zmanjšajo, pa naj gre za spremembo krepke/poševne/običajne pisave, velikih/majhnih črk, slogov, alinej, dodatnih presledkov. Programi še ne zmorejo množično zaznati podobnosti na ravni več prevodnih enot. Tukaj pot utira SDL Trados Studio, ki uspešno najde takšne povezave in prevajalcu samodejno ponudi vse relevantne segmente. Seveda je potrebno poudariti, da je to odvisno tudi od zadostne formalne podobnosti med temi segmenti in posodobitvijo, po kateri iščemo. 
Poleg samodejnega iskanja zadetkov na podlagi celotne enote programi omogočajo tudi iskanje po delih enote. Prevajalec označi besedo, frazo ali formulacijo in izvede konkordančno iskanje, pri katerem označen del primerja z enotami v pomnilniku prevodov in prevajalcu ponudi enote, v katerih se ta del pojavi.
Zmogljivost pomnilnika prevodov se ocenjuje po učinkovitosti algoritmov, s katerimi išče meglene zadetke. Primeri meglenega ujemanja:
- Obvezno preberite.  /  Obvezno preberite!

Stavka se razlikejta le v ločilih. Gre za formalno zelo podobna stavka, zato se rezultati povprečno gibljejo nad 90%.
- Kadar polnimo rezervoar, likalnik ne sme biti priključen na električno omrežje. /  Ko vlivamo vodo v tank likalnika, omrežni vtič ne sme biti v vtičnici.

Program pomenske podobnosti ne zazna, zato je rezultat v programu Translator's Workbench nižji od 30%.
- Senzorskih polj ni možno upravljati.  /  Senzorskega polja ni mogoče upravljati.

Rezultat v programu Translator's Workbench je 64%, v programu SDL Trados Studio pa 67%. Pri spremembi slovničnih obrazil je ujemanje odvisno tudi od dolžine stavka. Pri daljših stavkih je večja možnost, da program prepozna podobnost med enotama kot pri krajših.
- Ali se prikaz izmenjuje med 9 in 5, med 9 in 3, oziroma med drugimi vrednostmi?  /  Ali se delo opravlja med 9 in 5, med 9 in 3, oziroma med drugim časom?

Rezultat se pri programih, ki zadetek najdejo, giblje med 70 in 80%. Čeprav sta stavka vsebinsko popolnoma različna, dosegata veliko ujemanje, ker se v obeh primerih pojavijo nepolnopomenske besede »ali«, »med«, »in«, »oziroma«. Rezultat je sicer nekoliko višji tudi zaradi enakih številk.
- Slika 3 kaže vrtljivi gumb za paro.  /  Pritisk uravnavamo z vrtljivim gumbom za paro (slika 3).

Tradosov Workbench pokaže rezultat 0% (ni zadetka).

### Ustvarjanje pomnilnika prevodov
Ob nakupu programa s pomnilnikom prevodov je pomnilnik prazen. Ustvarimo ga lahko na več načinov. Najenostavneje kar sproti med prevajanjem, ko je vsaka prevedena enota avtomatsko shranjena v podatkovno zbirko. Če se poved, ki je že bila prevedena, ponovno pojavi v besedilu, bo program prevajalcu avtomatsko predlagal obstoječi prevod.  Prevajalec se potem sam odloči, ali prevod ustreza novemu kontekstu, na podlagi svoje odločitve pa prevod obdrži ali prilagodi. 
Pomnilnik prevodov lahko ustvarimo tudi na podlagi že obstoječih prevodov, in sicer s pomočjo orodja za vzporejanje (alignment), ki je običajno komponenta vsakega programa s pomnilnikom prevodov. Orodje izhodiščno besedilo in njegov prevod razdeli na segmente, jih poravna v vzporedne jezikovne pare in jih shrani v pomnilnik. Program pri postopku poravnave upošteva, da se en izhodiščni stavek vselej ujema z enim ciljnim stavkom. Čeprav to v veliko primerih drži, se v primeru odstopanj segmenti zamaknejo in besedilo ni pravilno poravnano. Neizogibno bodo nekatere enote napačno poravnane, zato moramo besedilo po koncu vzporejanja pregledati in napačno poravnane enote ročno popraviti, kar je lahko precej zamudno. 
Tretja možnost je uvoz že obstoječe podatkovne zbirke. Za shranjevanje prevodnih enot v pomnilnik prevodov se uporablja veliko različnih oblik datotek, kar je problematično pri izmenjavi podatkovnih zbirk. Združenje LISA (Localisation Industry Standards Association) je zato leta 1997 ustanovilo posebno interesno skupino OSCAR (Open Standards for Container/Content Allowing Re-use), ki je razvila standardno obliko za lažjo izmenjavo podatkovnih zbirk pomnilnika prevodov, imenovano TMX (Translation Memory eXchange).

### Urejevalnik besedil
Program s pomnilnikom prevodov je lahko vključen v urejevalnik besedil (Word, WordPerfect), lahko pa ima svoje lastno delovno namizje, v katerega uvozimo dokument, ki ga želimo prevesti.  Integracija lahko poteka na več načinov. Notranja integracija pomeni, da je pomnilnik prevodov popolnoma vključen v urejevalnik besedil in uporablja samo tista sredstva za prikazovanje in upravljanje, ki jih ponuja urejevalnik besedil. Zunanja integracija pa pomeni, da pomnilnik prevodov deluje kot samostojna aplikacija urejevalnika besedil in uporablja svoja okna za prikazovanje rezultatov in svoje menije za upravljanje s pomnilnikom prevodov.  Danes ima večina programov s pomnilnikom prevodov lastno delovno namizje. 
Kadar je pomnilnik prevodov vključen v standardni urejevalnik besedil (Word, WordPerfect), so vsi dokumenti, ki jih urejevalnik besedil lahko prebere, obdelani v njihovi prvotni obliki. Vse vrste dokumentov, ki jih urejevalnik besedil ne more prebrati (npr. dokumente iz programov FrameMaker ali Interleaf) pa je potrebno s pomočjo filtrov za spreminjanje datotek spremeniti v t. i. kodirano besedilo, ki vsebuje preprosto (neoblikovano) besedilo, ki je označeno z jasnimi kodami z informacijami o oblikovanju. 
Pogosto so kodirana besedila shranjena v RTF obliki datoteke, ki jo je razvilo podjetje Microsoft, da bi omogočilo izmenjavo oblik zapisa datotek med urejevalniki besedil. To omogoča, da lahko kodirano RTF datoteko odpre urejevalnik besedil, medtem ko kode ščitijo posebni makroji, prisotni v paketu pomnilnika prevodov. Ko končamo s prevajanjem in pregledovanjem in je kodirano besedilo ponovno spremenjeno v prvotno obliko dokumenta, lahko ciljno besedilo odpremo v prvotnem programu.

## Uporabnost pomnilnika prevodov
Pomnilnik prevodov je ob nakupu prazen in kot tak popolnoma nekoristen. Njegova koristnost se pokaže šele po nekajkratni uporabi, ko prevajalec že ustvari podatkovno zbirko, ki mu olajša delo. Prevajalec z vsako rabo pomnilnika prevodov poveča podatkovno zbirko in jo naredi bolj uporabno.
Prevajanje s pomočjo pomnilnika prevodov in terminološke baze temelji na predpostavki, da se v določenih vrstah besedil stavki, povedi, besedne zveze in posamezni izrazi v bolj ali manj nespremenjeni obliki ponavljajo. Čim višji je faktor ponavljanja, tem bolj je s pomočjo tovrstnih orodij mogoče skrajšati čas prevajanja.
Računalniško podprto prevajanje je najbolj smiselno pri prevajanju tehničnih in strokovnih besedil, za katera velja, da vsebujejo strokovno terminologijo in da je ponavljanje določenih besednih zvez in stavčnih struktur zaželeno in nujno zaradi strokovne natančnosti pri rabi jezika, ki omogoča lažje in boljše razumevanje. Delo poklicnega prevajalca običajno vključuje ravno prevajanje tehničnega in strokovnega gradiva, npr. navodil za uporabo, tehničnih opisov, različnih standardov, specifikacij ipd. V takšnih besedilih se prevajalec pogosto srečuje s ponovitvami znotraj besedila, ki je vezano na sorazmerno omejen jezik znotraj ozkega področja.  Prav tako se prevajalec pogosto srečuje s posodobljenimi različicami besedil, ki jih je nekdaj že prevedel. Pogosto mora posodobiti priročnik za najnovejši model nekega izdelka, ki bo v kratkem prišel na police. Naročnik želi, da bi prevedeni priročnik izšel istočasno kot izdelek. Če bi prevajalec besedilo prevajal na tradicionalen način, bi lahko proces prevajanja obsežnejšega dokumenta trajal več mesecev, z uporabo pomnilnika prevodov pa lahko analizira spremembe v  dokumentu in ga posodobi v mnogo krajšem času.  Pojavlja se tudi težnja po terminološki, skladenjski in slogovni standardizaciji jezika preko t. i. nadzorovanega jezika (controlled language), npr. z uporabo krajših povedi, enostavnih stavčnih struktur, določene terminologije ipd. 
Programi s pomnilnikom prevodov se najhitreje uveljavljajo v velikih industrijskih podjetjih, kjer se prevajajo velike količine besedil z istega področja in kjer se že prevedena besedila pogosto posodabljajo in izdajajo na novo – navodila za uporabo, pogodbe, letna poročila itd. Druga velika skupina uporabnikov zajema mednarodne državne in upravne organe (npr. Evropski parlament).  V prihodnosti bo po vsej verjetnosti takšnih besedil vse več, saj direktive Evropske Unije narekujejo, da morajo biti navodila za uporabo vseh izdelkov prevedena v jezik države, ki izdelek uporablja. 
Glede na vrsto ponavljanja lahko besedila razdelimo na več skupin:
- Terminološko ponavljajoča se besedila vsebujejo veliko strokovnih izrazov, a malo utečenih stavčnih struktur in fraz (strokovna ali znanstvena besedila, namenjena relativno ozko definiranemu tipu bralcev). Pri takšnih besedilih je bolj od pomnilnik prevodov koristna terminološka baza z avtomatskim vstavljanjem izrazov.
- Megleno ponavljajoča se besedila, pri katerih se ponavljajo strukture z manjšimi variacijami (npr. priročniki in navodila za uporabo). Tovrstna besedila zelo dobro pokažejo razlike med programi glede na kakovost in hitrost iskanja meglenih zadetkov.
- Identično ponavljajoča se besedila, pri katerih se določene prevodne enote ponavljajo vselej v enaki obliki (ceniki, računi, dobavna pisma, ipd.). Besedila, v katerih se iste strukture vedno znova ponavljajo, so najprimernejša za pomnilnike prevode.
- Mešana besedila, ki jih je največ in izkoristijo vse prednosti pomnilnika prevodov (največkrat so to navodila za uporabo). [12]

Ključni dejavniki pri ugotavljanju uporabnosti pomnilnika prevodov so faktor ponavljanja, tip ponavljanja, povprečna dolžina prevodnih enot, obseg prevajalskega projekta ter velikost, število in kakovost terminoloških baz in pomnilnikov prevodov, ki so na voljo.

### Plačilo za delo s pomnilnikom prevodom
Prevajanje s pomnilnikom prevodom je plačano drugače kot delo brez njega, saj so določeni stavki delno ali v celoti prevedeni, kar bistveno skrajša čas prevajanja.
Za segmente brez zadetka so prevajalci plačani s polno postavko, megleni zadetki se zaračunavajo kot določen odstotek celotne vsote, polni zadetki pa imajo neko točno določeno ceno, ki je bistveno nižja od primarne postavke. Prevajanje polnih zadetkov ni brezplačno, saj morajo prevajalci segmente še vedno pregledati in po možnosti popraviti. Vseeno pa je potrebno poudariti, da lahko prevajalci ravno tako profitirajo z uporabo pomnilnika prevodov kot naročnik, saj več dela opravijo v krajšem času in bolj učinkovito.

### Prednosti
Pomnilniki prevodov so najbolj primerni za prevajanje tehničnih in drugih besedil, pri katerih se določeni stavki oz. fraze vedno znova pojavljajo. Glavne prednosti, ki jih pomnilnik prevodov nudi, so:
- neposredna uporabnost za poljuben par jezikov (pomnilnik mora podpirati znakovni nabor)
- boljša časovna učinkovitost
- razbremenitev prevajalca
- cenejši prevajalski proces - v povprečju se stopnja produktivnosti lahko poveča za 30 ali celo 50%, skupni stroški prevoda se lahko znižajo za 15-30%, vendar se občutni prihranki pri delu s pomnilniki prevodov ne pokažejo takoj pri prvih prevajalskih projektih, temveč se njihova uporaba obrestuje na dolgi rok
- doslednost (slogovna, frazeološka in terminološka usklajenost ciljnih besed z bazo)
- večja terminološka in oblikovno-skladenjska doslednost med prevodi različic istega izdelka in med prevodi različnih izdelkov istega proizvajalca
- usklajenost pri skupinskem delu - večja terminološka doslednost pri obsežnih prevajalskih projektih, ko več prevajalcev preko omrežne oz. strežniške povezave dela na istem projektu in uporablja isti pomnilnik prevodov
- referenčni vir za bodoče delo
- vir implicitne terminologije, ki lahko skupaj s kontekstom pojavitve in prevodom služi za izdelavo eksplicitne računalniške baze terminov ali terminološkega slovarja
- izredni pomen orodij za analizo in statistiko pri organizaciji in ocenjevanju stroškov prevajalskih projektov
- hitrejše, bolj kvalitetno in bolj učinkovito prevajanje repetitivnega besedilnega gradiva
- ni izpuščanja stavkov - pomnilniki prevodov ne sprejemajo praznih segmentov v ciljnem besedilu
- obdelava različnih formatov besedil v istem delovnem okolju [9] [15] [13] [1] [16] [17] [11]

### Slabosti
Slabosti, s katerimi se mora soočiti uporabnik pomnilnika prevodov, so:
- visoka cena komercialnih programov
- vprašanje avtorskih pravic (kdo je lastnik pomnilnika prevodov, kupec programa, prevajalec ali naročnik prevoda?)
- programi, znotraj katerih pomnilnik prevodov deluje, znajo biti kompleksni in/ali težko dojemljivi
- nezdružljivost z nekaterimi datotečnimi formati
- ustvarjanje filtrov za pretvarjanje datotečnih formatov je lahko težavno in zamudno
- večino datotečnih baz je potrebno ročno posodabljati
- razvoj t. i. post-nadzorovanega jezika (TM-jezik), ki ima poleg terminološke enotnosti tudi na ostalih ravneh strogo in enolično obliko (npr. s kratkimi stavki in omejenim številom skladenjskih vzorcev), to pa že prinaša temeljno spreminjanje doslej uveljavljenega stila v posameznih besedilnih vrstah
- pri prevajanju kreativnih besedil (npr. literarnih del in reklam) so skoraj popolnoma nekoristni (uporaben je le konkordančni iskalnik)
- naročniki določijo svojo terminologijo, ki jo morajo prevajalci uporabljati, pa če se z njo strinjajo ali ne - prevajalec nima veliko manevrskega prostora za sprejemanje lastnih prevajalskih odločitev
- za doseganje rokov, ki pomenijo prevod dolgih besedil v kratkem času, je potrebno skupinsko delo in medsebojno usklajevanje
- informacij ni mogoče prerazporediti med posameznimi segmenti, saj to vodi do napake v bazi
- vsak prevedeni segment mora biti ustrezen in smiseln tudi brez konteksta, kajti namen pomnilnika prevodov je ponovna uporaba teh segmentov v različnih besedilih in kontekstih
- prevajalec mora upoštevati slog prejšnjih prevajalcev, da ustvari enotno končno besedilo
- nekritično vnašanje meglenih in polnih zadetkov – tudi polne zadetke je potrebno pregledati, saj so bili med ali celo že pred prevajanjem v besedilo vneseni samodejno
- če je določeni segment napačno preveden, obstaja velika verjetnost, da se bo ista napaka ponovila tudi pri naslednjem enakem ali podobnem besedilu
- pri večjih projektih prevajanje ne poteka linearno: prevajalci prevajajo le svoj del besedila in ne vidijo celote, zato zaradi premalo konteksta prevajajo bolj dobesedno (do tega pride tudi, ko se prevajalec preveč osredotoči na posamezen segment in izgubi pregled nad celotnim besedilom)
- težave pri vnašanju jezikovnih znakov in simbolov tujih jezikov v program
- večja eksplicitnost prevoda – zaradi pomanjkanja konteksta se v prevodu namesto zaimkov pojavi več ponavljanj
- ni mogoče nastaviti dodatnih parametrov za določanje ustreznosti zadetkov [9] [15] [13] [1] [16] [17] [11]

## Orodja in funkcije programov s pomnilnikom prevodov

### Orodja za gradnjo in vzdrževanje terminologije
Iskanje terminoloških prevodnih ustreznic je pomemben del vsakega prevajalskega projekta. Na področjih inženirstva, fizike, medicine, prava itn. je strokovne oz znanstvene terminologije zelo veliko, hkrati pa se ta področja in z njimi novo izrazje razvijajo izjemno hitro.  Iskanje ustreznic je zelo zahtevno in dolgotrajno opravilo, zato so prevajalcem na voljo številna računalniška orodja, ki jim pomagajo pri shranjevanju, iskanju in posodabljanju terminologije, hkrati pa zagotavljajo terminološko doslednost prevoda. Prevajalci si tako pogosto ustvarjajo lastne terminološke baze ali banke, v katere shranjujejo že prevedene termine, ki so jim potem v pomoč pri nadaljnjih prevajalskih projektih. Programi za vzdrževanje terminologije prevajalcem prepuščajo odločitev, s katerimi informacijami bodo opremili terminološki vnos. Poleg izvirnega termina in prevoda lahko vključijo še definicijo, primer iz besedila, sopomenke, protipomenke, grafični prikaz itd. Pri računalniških programih za gradnjo terminoloških bank se polja pri vnosu v grobem delijo na glavo vnosa, kamor so shranjeni upravni podatki (datum vnosa, ime vnašalca, datum zadnje spremembe itd.), indeksna polja (termin v različnih jezikih, sinonimi itd.), besedilna polja (definicija, opomba, primer itd.) in atributna polja (slovnični kvalifikatorji itd. )  Kljub temu pa se prevajalci vse pogosteje odločajo za gradnjo baze, ki sestoji samo iz izvirnega termina in njegove prevodne ustreznice. Razlog je lahko pomanjkanje časa, hitro spreminjajoča se terminologija ali pa prevajalca enostavno zanimajo samo prevodne ustreznice, ki jih je odobril naročnik. 
Najosnovnejša funkcija programa za vzdrževanje terminologije je shranjevanje terminoloških informacij za uporabo pri bodočih prevajalskih projektih.  V nasprotju s starejšimi sistemi so sodobni sistemi zasnovani tako, da omogočajo navzkrižne povezave med jeziki, grafične prikaze, večjo fleksibilnost pri tipu in količini shranjenih informacij in prilagajanje specifičnim potrebam določenega prevajalskega projekta.
Iskanje terminologije po bazi poteka na več načinov:
- iskanje polnih zadetkov, ki jih potem prevajalec prilepi v novo besedilo
- divje iskanje oz. iskanje z nadomestnimi znaki (npr. z znakom *, ki nadomešča poljubno število črk)
- iskanje meglenih zadetkov, ki je koristno pri iskanju glagolov v različnih oblikah, pri iskanju besed s predpono ali pripono in pri iskanju večbesednih terminov - v primeru, da program najde več kot en zadetek bo ponudil seznam zadetkov, iz katerega lahko potem prevajalec izbere najbolj ustrezno možnost
- avtomatsko prepoznavanje terminov, pri čemer program avtomatsko primerja leksikalne enote v izvirnem besedilu s tistimi v ciljnem besedilu – če najde zadetek, ga ponudi prevajalcu, ki ga lahko potem kopira in prilepi v novo besedilo
- predprevajanje, pri čemer program avtomatsko zamenja vse nove termine z njihovimi že prevedenimi ustreznicami – rezultat je nekakšno hibridno besedilo, ki ga mora prevajalec pregledati, popraviti in prevesti še neprevedene enote [18]

Večina programov za vzdrževanje terminologije lahko deluje kot samostojna aplikacija, največkrat pa so vgrajeni v program s pomnilnikom prevodov ali so del istega programskega paketa. Programi velikokrat ponujajo tudi možnost ustvarjanja in upravljanja tezavrov, spajanje terminoloških baz, uvažanje in izvažanje v druge formate ali tiskanje vsebin baze v obliki specializiranega glosarja.  Pogosto si terminološke baze preko omrežne oz. strežniške povezave deli več prevajalcev, kar zagotavlja doslednost pri večjih prevajalskih projektih, kjer vsak prevajalec prevaja svoj del besedila. Prevajalci lahko svoje baze izmenjujejo z naročniki ali drugimi prevajalci. Na voljo je več različnih programov za vzdrževanje terminologije, ki informacije shranjujejo v različnih formatih, zato so bili oblikovani posebni standardi, ki zagotavljajo izmenljivost baz, npr. MARTIF-ISO 12200 (Machine-Readable Terminology Interchange Format).
Vse pogosteje se za pomoč pri gradnji terminoloških baz oz. bank uporablja eno- ali večjezične korpuse. Z uporabo vzporednih korpusov je mogoče iz izhodiščnega besedila avtomatsko izdelati seznam potencialnih terminoloških izrazov in nato na podlagi vzporednih konkordanc iz ciljnega besedila izluščiti predloge za prevodne ustreznice.  Najpogosteje uporabljani programi za gradnjo in vzdrževanje terminologije so TRADOS-ov Multiterm, STAR-ov Termstar in ATRIL-ov TermWatch. Najbolj znane terminološke banke pa so Eurodicautom, Termium, Normaterm in Grand dictionnaire terminologique.

### Orodje za vzporejanje
Orodje za vzporejanje primerja izhodiščno besedilo in njegov že obstoječi prevod po segmentih in jih kot prevodne enote shranjuje v pomnilnik prevodov.  Orodje omogoča ponovno uporabo besedila, ki prvotno ni bilo prevedeno z uporabo pomnilnika prevodov. Pojavljajo se tri vrste težav:
- program ima lahko težave pri prepoznavanju začetka in konca povedi oz. prevodnih enot – navadno je prevodna enota omejena z začetnimi in končnimi ločili (npr. piko) kar pa ne velja vedno
- ni nujno, da ena poved v izhodiščnem jeziku ustreza eni sami povedi v ciljnem jeziku, kar je odvisno tako od jezikovnega para kot tudi od besedilne vrste
- prevajalci imajo bolj ali manj proste roke pri spreminjanju vrstnega reda stavkov v prevodu [8]

Večina programov s pomnilnikom prevodov zato ponuja možnost ročnega popravljanja rezultatov vzporejanja, npr. združevanje ali razdruževanje segmentov. Kjer sta bili dve angleške povedi pri prvem prevajanju prevedeni kot ena nemška poved, lahko angleški povedi po vzporejanju združimo, da bi se segmenta ponovno ujemala.  Primera orodij za vzporejanje sta npr. TRADOS-ov WinAlign in SDL-jev SDL Align.

### Orodje za analizo
Analiza besedila je orodje za statistično obdelavo besedila, ki omogoča štetje besed in prevodnih enot, štetje polnih in meglenih zadetkov ter štetje notranjih in zunanjih ponovitev. Notranje ponovitve so segmenti, ki se ponavljajo znotraj enega in istega projekta, medtem ko so zunanje ponovitve segmenti, ki so že bili prevedeni za nek drugi projekt in so shranjeni v že obstoječih podatkovnih zbirkah.   Analiza besedila je pomembna predvsem za določanje cene prevajalskih projektov, saj naročniki zahtevajo popust za polne in meglene zadetke.

### Konkordančnik
Prikaz pojavov besede ali besednega niza skupaj s sobesedilom. Posebej pri prevajanju v tuji jezik nas pogosto zanima, v kakšnem sobesedilu je neko besedo ali frazo mogoče uporabiti, s katerim predlogom se veže, ali jo je mogoče uporabiti figurativno in podobno.  Orodje prevajalcu omogoča, da izbere eno ali več besed iz izhodiščnega segmenta, program pa poišče jezikovne pare, ki ustrezajo iskalnim merilom.

### Posodabljanje pomnilnika prevodov
Pri interaktivnih programih s pomnilnikom prevodov poteka posodabljanje samodejno vsakič ko program sprejme novo prevodno enoto. Posodobljena prevodna enota je nato takoj vidna vsem uporabnikom pomnilnika prevodov.

### Povezovanje na spletu
Več prevajalcev lahko dostopa do iste podatkovne zbirke ali terminološke baze preko omrežne oz. spletne povezave. Prevodi, ki jih vnese en prevajalec, so dostopni tudi ostalim.

### Predprevajanje
Pomnilnik prevodov ponuja možnost predprevajanja (ang. pretranslation), ki jo najpogosteje uporabljajo prevajalske agencije preden pošljejo besedilo prevajalcem. Program še pred začetkom samega prevajanja primerja celotno izhodiščno besedilo z obstoječo bazo pomnilnika prevodov in samodejno nadomesti segmente izhodiščnega besedila z vsemi polnimi zadetki. Programi imajo tudi zmožnost prepoznavanja terminologije in termine izhodiščnega besedila samodejno nadomestijo s termini v pomnilniški zbirki.  Predprevajanje lahko olajša in pospeši proces prevajanja, saj mora prevajalec sam prevesti le segmente, ki so med procesom ostali neprevedeni. Vendar pa je priporočljivo na koncu celotno besedilo temeljito pregledati in popraviti morebitne napake.

## Avtorstvo in last
Avtorstvo pomnilnikov prevodov ni nedvoumno. Večina meni, da si pomnilnik lasti tisti, ki ga je ustvaril, torej prevajalec. Tu se že takoj pojavi težava, saj v velikih podjetjih več oseb uporablja in s tem soustvarja isti pomnilnik prevodov. Do dileme pride tudi, če prevajalec zapusti takšno podjetje – ima pravico do pomnilnika prevodov, ki ga je dolga leta izgrajeval, ali je pomnilnik last podjetja? 
Navsezadnje se lahko oglasi tudi naročnik prevoda, ki utemeljuje, da je pomnilnik prevodov stranski izdelek njegovega naročila in zato pripada njemu. Naročnikova težnja je povsem razumljiva, saj bi mu lahko pomnilnik pri prevajanju podobnega besedila privarčeval veliko časa in stroškov.
Iko Knyphausen, eden od ustanoviteljev podjetja Trados, zagovarja, da bi moral biti lastnik pomnilnika tisti, ki je bil pripravljen investirati v prevajalsko namizje. Knyphausen verjame, da je strošek, povezan z nakupom prevajalskega namizja dovolj velik, da bi moral biti vsak pomnilnik, ki v programu nastane, last kupca.
Avtorstvom je jasno le za baze, ki so javne in prosto dostopne. Takšna  je EUR-Lex, stran z evropsko zakonodajo, ki se prevaja v vse jezike članic Evropske unije.

## Standardizirani formati
Računalniško zapisana besedila služijo v različne namene in delu z različnimi programskimi orodji, zato je potrebno prevajati med različnimi formati. Do problemov pride, ker so formati zapisa vedno bogatejši in vedno številnejši.
Delna rešitev so t. i. industrijski standardi, načini zapisa, ki so v lasti nekega podjetja, vendar pa se uporabljajo tudi programi drugih proizvajalcev, tako da omogočajo izmenjavo podatkov. Pomanjkljivost takih standardov je, da lahko lastniško podjetje manipulira s specifikacijami svojega zapisa in da hitro zastarajo.
Poleg industrijskih standardov ločimo še mednarodne, ki so javno dostopni in večinoma brezplačni, spreminja pa se jih samo po natančno določenem postopku.

### Pomembni standardi
TMX (Translation Memory eXchange) - Standard za izmenjavo pomnilnikov prevodov, ki temelji na jeziku XML, omogoča poenostavitev in avtomatizacijo procesa pretvarjanja pomnilnikov prevodov iz ene oblike zapisa v drugo.  Razvila jo je interesna skupina OSCAR v okviru zveze LISA.
XLIFF (XML Localization Interchange File Format) - Oblika zapisa datoteke za izmenjavo lokalizacijskih podatkov, ki temelji na jeziku XML. Aprila 2002 je XLIFF standardizirala organizacija OASIS. Ta oblika določa elemente in atribute, ki naj bodo lokalizirani. XLIFF se lahko uporablja za izmenjavo podatkov med podjetji, kot so izdajatelji programske opreme in ponudniki lokalizacijskih storitev ali med orodji za lokalizacijo, kot so sistemi pomnilnikov prevodov in sistemi strojnega prevajanja.
TBX (TermBase eXchange) - Zveza LISA je leta 2002 objavila format za izmenjavanje terminoloških baz, ki temelji na XML.
SGML (Standard Generalized Markup Language) - Metajezik, ki služi za opis (pretežno) besedilnih dokumentov. Določa jezik za predstavitev dokumentov, nad katerimi bodo delovali programi za obdelavo besedil. Eden od osnovnih ciljev SGML je, da so v njem zapisani podatki prenosljivi z ene strojne in programske opreme na drugo brez izgube informacij. 
OLIF (Open Lexicon Interchange Format) - Odprt standard za izmenjavo terminoloških in leksikalnih podatkov. Razvila ga je organizacija OLIF2 Consortium. 
SRX (Segmentation Rules eXchange) - Standardna oblika za shranjevanje pravil segmentacije v datoteko, tako da jih lahko uporabljajo različna orodja. Gre za sposobnost določanja pravil segmentacije, ki so bila uporabljena pri prejšnjem prevodu.

## Nadaljnji razvoj
Orodja za računalniško podprto prevajanje so postala del prevajalskega poklica, zato se spreminja tudi vloga prevajalca pri samem prevajalskem procesu. Da bi ostali konkurenčni na delovnem trgu, se morajo prevajalci naučiti, kako čim učinkovitejše izrabiti možnosti, ki jih nove jezikovne tehnologije ponujajo. Razvoj prevajalskih tehnologij se vse bolj usmerja k integraciji vseh orodij za računalniško podprto prevajanje – pomnilnik prevodov, terminološka banka, sistemi za upravljanje spletnih strani, urejevalniki besedil, programi za obdelavo grafičnih podatkov itd. Pri uporabi programov s pomnilnikom prevodov je pomemben tudi vidik besedilne vrste. Programi s pomnilnikom prevodov delujejo na prepoznavanju formalne in ne pomenske podobnosti med segmenti, zato so orodja za računalniško podprto prevajanje zaenkrat načeloma primerna le za besedila tehnične narave z visoko stopnjo ponavljanja terminologije in struktur. V prihodnje pa bodo programi s pomnilnikom prevodov vključevali vse več lingvističnega znanja. 
V slovenskem prostoru je pomembno predvsem, da se usmerimo k širjenju in zagotavljanju jezikovnih virov. Za razvoj in izdelavo splošno uporabnih programov ter sistemov s področja jezikovnih tehnologij je namreč predpogoj dobro oblikovana infrastruktura jezikovnih podatkov, tj. zadostno število ustrezno urejenih jezikovnih virov. Tako potrebujemo urejene in popolne zbirke izrazov, besedil, izgovarjav, aplikacije kot so različni slovarji, leksikoni, tezavri, črkovalniki itn.  Za nas so pomembne tudi izboljšave pri znakovni podpori in prepoznavanju končnic pri sklanjanju.